# Hrabstwo Culpeper

Piramida wieku hrabstwa

Hrabstwo Culpeper – hrabstwo w USA, w stanie Wirginia, według spisu z 2000 roku liczba ludności wynosiła 34262. Siedzibą hrabstwa jest Culpeper.

## Geografia
Według spisu hrabstwo zajmuje powierzchnię 990 km², z czego 987 km² stanowią lądy, a 3 km² – wody.

### Miasta
- Culpeper